# Теорема Бернштейна о седловом графике
Теорема Бернштейна о седловом графике — классическая теорема о седловых поверхностях.
Доказана Сергеем Натановичем Бернштейном.

## Формулировка
Предположим график гладкой функции {\displaystyle f\colon \mathbb {R} ^{2}\to \mathbb {R} } является строго седловой поверхностью.
Тогда функция {\displaystyle f} неограничена;
то есть не существует константы {\displaystyle C} такой, что {\displaystyle f(x,y)\leq C} для любой {\displaystyle (x,y)\in \mathbb {R} ^{2}}.

### Замечания
- Утверждение теоремы неверно без предположения что поверхность является графиком. Пример полной седловой поверхности лежащей между двумя праллельными плоскостями можно найти среди поверхностей вращения.

- Существуют также седловые графики лежащие в верхнем полупространстве  {\displaystyle z>0}; таков например график {\displaystyle z=\exp(x-y^{2})}.

## Вариации и обобщения
- Если график гладкой ограниченной функции является нестрого седловым, то график является линейчатой поверхностью с параллельными образующими.